# Longeville-lès-Saint-Avold
Longeville-lès-Saint-Avold är en kommun i departementet Moselle i regionen Grand Est (tidigare regionen Lorraine) i nordöstra Frankrike. Kommunen ligger i kantonen Faulquemont som tillhör arrondissementet Boulay-Moselle. År 2022 hade Longeville-lès-Saint-Avold 3 592 invånare.

## Befolkningsutveckling
Antalet invånare i kommunen Longeville-lès-Saint-Avold
| Referens: INSEE |